# Nosotras las taquígrafas
Nosotras las taquígrafas es una película de drama mexicana de 1950, dirigida por Emilio Gómez Muriel y protagonizada por Alma Rosa Aguirre, Lilia del Valle, Blanca de Castejón, Sara Montes, Gloria Mange, Nelly Montiel, Nora Veryán y Georgina Barragán. Esta película está basada en una novela de Sarah Batiza de 1949, adaptada al cine por Alfonso Patiño Gómez.
Los escenarios de la película fueron diseñados por el director de arte Jesús Bracho.

## Argumento
Los enredos de un grupo de mujeres que trabaja como taquígrafas en una oficina, incluyendo una que está enamorada de su jefe y otra de un abogado casado.

## Reparto
- Alma Rosa Aguirre como María Eugenia Blanco.
- Lilia del Valle como Elsa.
- Blanca de Castejón como Blanquita López.
- Sara Montes como Bertha.
- Gloria Mange como Gloria.
- Nelly Montiel como Dolores.
- Nora Veryán como Alejandra.
- Georgina Barragán como Carmen Ortiz.
- Beatriz Ramos como Señora Manrique.
- Julián Soler como Lic. Eduardo Ortiz.
- David Silva como David Martínez.
- Eduardo Noriega como Lic. Alberto Gálvez.
- Andrés Soler como Lic. Julio Aguirre.
- Eugenia Galindo como Madre de María Eugenia.
- Mimí Derba como Madre de Bertha.
- Roberto Meyer como Médico.
- Francisco Pando como Velador.
- Elda Peralta como Guadalupe, hermana de Elsa.
- Emilio Brillas como Comisario (no acreditado).
- Roberto Cobo como Novio de Gloria (no acreditado).
- Gerardo del Castillo como Caín (no acreditado).
- Carmen Guillén como Secretaria (no acreditada).
- Lucrecia Muñoz como Secretaria (no acreditada).
- Diana Ochoa como Amiga de Carmen (no acreditada).
- Ignacio Peón como Espectador en desfile (no acreditado).
- Emma Rodríguez como Elena, sirvienta (no acreditada).
- Humberto Rodríguez como Chafi, abonero (no acreditado).

## Recepción
Varios análisis de la película afirmaban que la misma transmitía estereotipos negativos sobre las mujeres trabajadoras. Susie S. Porter en From Angel to Office Worker: Middle-Class Identity and Female Consciousness in Mexico, 1890-1950 dijo que la película, «en lugar de reflejar las realidades del empleo de oficina, se hizo eco de las preocupaciones de sociólogos y algunos periodistas sobre el impacto de la mujer trabajadora en la familia», y agregó que «encaja dentro de la corriente cultural de películas que exploraban la modernidad, celebraban el amor y la maternidad confinada al ámbito doméstico, y condenaba a las mujeres que trabajaban fuera de sus confines». Susana Sosenski y Gabriela Pulido Llano en Hampones, pelados y pecatrices: Sujetos peligrosos de la Ciudad de México (1940-1960) citaron que la película «centra la atención en una serie de comportamentos licenciosos: varias secretarias tienen amoríos con los jefes (en general casados o comprometidos), al salir del trabajo van a cafeterías, al cine o a bailar donde conviven con cualquier hombre que se les acerque, pues buscan seducir al mejor postor. Por supuesto, todas esas conductas, consideradas el franco resultado de la corrupción del espíritu femenino, derivaban en transgresiones morales y delitos diversos como adulterio, aborto, lesiones e intento de homicidio».